# Galambos György
Galambos György (Kuntelep, 1922. január 1. – Pécs, 1995. május ) magyar színész. A Pécsi Nemzeti Színház Örökös tagja.

## Életpályája
A kolozsvári Színművészeti Akadémia elvégzése után Nagyváradon kezdte színészi pályáját. 1948-ban Magyarországra települt. 1950–1985 között a Pécsi Nemzeti Színház színésze volt. 1960–1962 között a Miskolci Nemzeti Színház színművésze volt.
A szelíd visszahúzódó, a határozatlan ember karakterszerepei álltak hozzá a legközelebb. Kiváltképp a zenés műfajokban volt sikere. Megszámlálhatatlan operett és zenés játék fő- és mellékszerepeiben volt látható. Kitűnő jellemszínész volt, amelyet nagyszerűen érvényesített is a drámai darabokban. Birtokában volt a színészet összes eszközének, kitűnően fejlesztette szerepeiben a groteszk iránti érzékét. A Pécsi Rádió idején tagja volt a híres Gong együttesnek.

## Színházi szerepei
A Színházi Adattárban regisztrált bemutatóinak száma: 158.
- Csehov: Három nővér – Kuligin
- William Shakespeare: Sok hűhó semmiért – Ferenc barát
- Dickens: Twist Olivér – Brownlow
- Jarry: Übü király – Vencel király

## Filmjei
- Angyal a karddal (1972)
- A király pantallója (1979) – Firefura
- Forró mezők (1979)
- Csak semmi pánik (1982) – Benzinkutas
- Ítélet és igazság (1982)
- Szigorított fegyház (1982)
- A megbízható úriember (1984)
- A kaméliás hölgy (1985) – Mauriac herceg
- Az aranyifjú (1985) (1987-ben adták le)
- Az elvarázsolt dollár (1985)
- Alapképlet (1989)

### Szinkronszerepe
| Év   | Cím                       | Szinkron év |
| ---- | ------------------------- | ----------- |
| 1973 | Fél évszázad korkülönbség | 1974        |